# LZR Racer

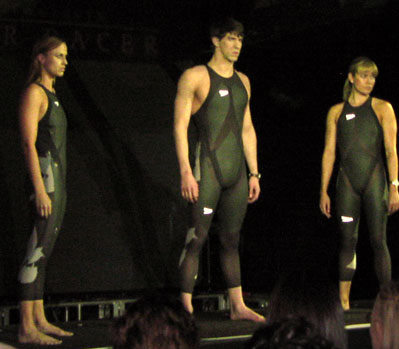
Présentation de la combinaison à la presse. Au centre, Michael Phelps.

La LZR Racer est une combinaison de natation développée par Speedo avec la collaboration de Petratex (entreprise de textile portugaise basée à Paços de Ferreira, où la tenue est fabriquée), de la NASA et de l'institut australien du sport. Deux mois après sa sortie en 2008, elle est déjà associée à 18 des 19 records du monde de natation en grand bassin battus cette année-là, ainsi qu'à 17 des 18 records du monde en petit bassin battus lors des championnats du monde en petit bassin à Manchester.

## Spécifications techniques
- 5 % de traînée passive en moins que le modèle précédent de Speedo[2] qui était porté lors de 21 records du monde battu au cours des derniers Championnats du monde de natation 2007 à Melbourne.
- Des panneaux profilés intégrés dans la combinaison maintiennent le corps du nageur plus à l’horizontale tout en le comprimant, réduisant de 24 % la traînée de la friction[2] de la peau en comparaison avec les précédentes matières FastSkin – et 38 % en moins qu’un Polyamide Élasthanne ordinaire.
- Les coutures soudées par ultrasons réduisent de  5 % la traînée[2] de friction par rapport aux coutures classiques à fils ou tissées.
- Efficacité améliorée de 5 % dans la reprise de l'oxygène, permettant aux nageurs de fournir moins d’efforts tout en nageant plus vite[2].

## Des matières hydrophobes pour une meilleure flottabilité
La combinaison de Speedo, bien qu'autorisée par la Fédération Internationale de Natation (FINA) présente des caractéristiques améliorant la flottabilité. L'organisation des différentes matières sur la combinaison est judicieusement choisie comme en témoignent les panneaux de polyuréthane sur la poitrine.

## Un gainage du corps de l'athlète
L'autre aspect signifiant de la combinaison est son gainage, apportant au nageur plusieurs avantages :
1. Une seconde peau bien lisse, qui empêche les frottements entre la peau du nageur et l'eau.
2. Un maintien du nageur dans une position la plus hydrodynamique possible, le profilant pour une meilleure pénétration dans l'eau[3].
3. Une meilleure efficacité lors de la reprise de respiration. Ainsi, le nageur peut se concentrer davantage sur son geste et sa technique.

## Records du monde
Depuis un an après la sortie de cette combinaison, 108 records du monde ont été battus.[réf. nécessaire]

### Grand bassin
Hommes
- 50 m nage libre
- 100 m nage libre
- 50 m dos

Femmes
- 50 m nage libre
- 100 m nage libre
- 50 m dos
- 100 m dos
- 200 m dos
- 200 m 4 nages
- 400 m 4 nages
- 4x100 m nage libre

### Petit bassin
Hommes
- 50 m nage libre
- 200 m dos
- 100 m 4 nages
- 200 m 4 nages
- 4x100 m nage libre

Femme
- 50 m nage libre
- 50 m dos
- 200 m dos
- 50 m brasse
- 50 m papillon
- 100 m papillon
- 200 m papillon
- 200 m 4 nages
- 400 m 4 nages
- 4x100 m nage libre
- 4x200 m nage libre
- 4x100 m 4 nages

## Validité
La FINA a validé le 12 avril 2008 la combinaison malgré la présence d'éléments favorisant la flottabilité, principe théoriquement interdit par le règlement. Cette amélioration de la flottabilité du fait de la combinaison est contestée par David Pease, chercheur de l'université néo-zélandaise d'Otago et qui a évalué scientifiquement la LZR Racer. À partir de 2010, considérée comme un dopage technologique, la LZR Racer n'est plus autorisée qu'en version « jammer » (short au genou) pour les hommes.

## Commercialisation
Cette combinaison est en vente libre en France au prix de 450 €.